# تاجروین
تاجروین (به عربی: تاجروین) یک منطقهٔ مسکونی در تونس است که در استان کاف واقع شده‌است. تاجروین ۱۹٬۳۶۲ نفر جمعیت دارد.